# Da-da-un-pa/Monoton Blues
Da-da-un-pa/Monoton Blues è un 45 giri delle Gemelle Kessler, pubblicato nel 1961 dalla Polydor con la denominazione Kessler Sisters.

## Il disco
La copertina, che raffigura le due gemelle in costume in un paesaggio montano, appoggiate ad un albero su una gamba sola, utilizza la stessa foto del 45 giri precedente, Pollo e champagne/Concertino.

### Da-da-un-pa
Da-da-un-pa, inserita come lato A, è il titolo di una canzone del 1961 musicata dal maestro Bruno Canfora su testo di Dino Verde. Interpretata dalle gemelle Kessler e dai gemelli Black Burns, fu usata come sigla musicale della trasmissione televisiva Studio Uno.
La canzone, entrata con il tempo a far parte dell'immaginario collettivo, colpì in maniera particolare i telespettatori della televisione nazionalpopolare italiana degli anni sessanta, in virtù della sua orecchiabilità e della danza di accompagnamento, eseguita dalle artiste tedesche insieme ai ragazzi Gemelli Black Burns.
Come spiega l'Enciclopedia della televisione curata da Aldo Grasso, le lunghissime gambe delle Kessler, all'epoca venticinquenni e reduci dai fasti del Lido di Parigi, rischiarono "di provocare uno scandalo", tanto da essere "opportunamente nascoste da pesanti calze di lana scura".
La canzone funzionò come trampolino di lancio per le Kessler, le quali, forti di una certa notorietà per la partecipazione ad un altro programma di intrattenimento nella stagione precedente, Giardino d'inverno, da allora consolidarono la loro popolarità.
Il testo del motivo, nella sua semplicità, ammiccava al valore di seduzione della ragazza proveniente dal nord dell'Europa, un tema all'epoca molto avvertito e posto quasi come contrappeso all'avvenenza delle maggiorate sfornate dal cinema italiano del tempo.
Le Kessler manifestavano con il canto (e il ballo) la gioia per il ritorno in Italia (la scena televisiva della televisione degli albòri era come un campo da seminare) sottolineando nel ritornello:
Con verve autoironica le gemelle Kessler hanno poi eseguito nuovamente in anni più recenti il brano in occasione di trasmissioni televisive di sapore revival.

### Monoton Blues
Anche questa canzone - nel 45 giri lato B - fu scritta dal maestro Bruno Canfora su testo di Dino Verde, e venne presentata in una puntata di Studio Uno.
La musica, come dice il titolo, è un blues, nella prima strofa suonata solo dalla batteria e dal contrabbasso (nelle successive entra l'orchestra di fiati); nel testo, ironico, le gemelle raccontano di annoiarsi a causa dei vari corteggiatori che propongono loro le solite cose (andare a bere un tè, il solito défilé di moda, ecc...).
La canzone inizia - e finisce - con uno sbadiglio delle Kessler. Il controcanto in stile doo wop viene sostenuto alternativamente dalle due gemelle (nella parte in polifonia, la prima volta all'unisono, la seconda volta alla terza). Nella versione televisiva il brano venne eseguito con un tempo più mosso e con un testo leggermente diverso (spicca soprattutto la sostituzione del termine "tagliare", presente nel disco, con il più appropriato "affettare").
MONOTON BLUES
Yawn!
Monoton Blues, non so che fare
È tutto “yes”, ma troppo regolare
Andare al Club: non mi diverto
Chiamare Bob col rischio di andare a un concerto
Al cinema non c’è ragione
Un baccarat: due ore per vincere un milione
Un rendez-vous coi nostri amori
Mais quel dommage: ci regalano sempre fiori
Too too doo dey doo dah
Too too doo dey doo dah
Monoton Blues, che mi consigli
Monoton Blues, dall’alba al tramonto facciamo sbadigli
Son già le tre, ma che ossessione
Prendiamo un the: che noia dover affettare il limone
Un defilé: che roba trita
Il manicure c’è da porgere le dita
All’opera: che bell’affare!
Allora che? Allora restiamo così a sbadigliare
-------------
Too too doo dey doo dah
Too too doo dey doo dah
Son già le tre, ma che ossessione
Prendiamo un the: che noia dover affettare il limone
Un defilé: che roba trita
Il manicure c’è da porgere le dita
All’opera: che bell’affare!
Allora che? Allora restiamo così a sbadigliare
Monoton Blues, non mi diverto
Monoton Blues, non so che fare
Monoton Blues, non mi diverto
Monoton Blues, non so che fare
Yawn!